# Schaffnerella gracilis
Schaffnerella es un género monotípico de plantas herbáceas de la familia de las poáceas. Su única especie, Schaffnerella gracilis, es originaria de México.

## Descripción
Son plantas anuales; cespitosa con cañas de 6-12 cm de alto; herbácea. Nodos de los culmos glabros. Hojas mayormente basales; no auriculadas; sin pelos auriculares. Márgenes de la envoltura libre (hialinas en los bordes). La lámina estrecha; aproximadamente de 0,2-1 mm de ancho; laminado (convoluta); sin glándulas multicelulares abaxiales; sin venación (pero estas numerosas y visibles bajo el microscopio de transmisión). La lígula es una membrana ciliada; no truncada (redondeado irregular); de 0,5-1 mm de largo. Contra-lígulas ausentes. Son plantas bisexuales, con espiguillas bisexuales; con los floretes hermafroditas. Las espiguillas de formas sexualmente distintas en la misma planta (la rama final del fascículo cimoso con una espiguilla estéril), o todos iguales en la sexualidad (?); hermafrodita, o hermafrodita y estéril (?).

## Taxonomía
Schaffnerella gracilis fue descrita por (Benth.) Nash y publicado en North American Flora 17(2): 141. 1912.
Etimología
El nombre del género fue otorgado en honor de J.G.Schaffner, recolector de la especie tipo.
gracilis: epíteto latíno que significa "delgada, esbelta"
Sinonimia
- Schaffnera gracilis Benth.
- Muhlenbergia columbi P.M.Peterson
- Muhlenbergia spatha Columbus[4][5]